# Mong Kok
Mong Kok (også stavet Mongkok), er et område i distriktet Yau Tsim Mong på Kowloon West i Hong Kong.
Det er regnet som verdens mest befolkningsrige område, med en befolkningskoncentration på 130.000 personer per km². I Guinness Rekordbog er Mong Kok beskrevet som det mest travle område i verden.